# Tonalité d'information spéciale
Pour les articles homonymes, voir SIT.
En téléphonie, une tonalité d'information spéciale (en anglais, special information tone ou SIT) est un signal standard international dans la bande composé de trois tonalités de fréquence croissante indiquant l'échec de l'établissement d'un appel téléphonique. Il précède généralement une annonce enregistrée décrivant le problème,.
Comme la tonalité d'information spéciale est bien connue dans de nombreux pays, les appelants peuvent comprendre que leur appel a échoué, même s’ils ne comprennent pas la langue de l’annonce enregistrée.
Comme la tonalité d'invitation à numéroter et la tonalité d'occupation, la tonalité d'information spéciale est un signal intrabande destiné à être entendu par l'appelant et à être détecté par un équipement numérique automatisé capable de déterminer qu'un appel a échoué.
En Amérique du Nord, le plan de tonalités précises permet de varier légèrement la fréquence et la durée des tonalités, ce qui permet de créer huit messages distincts à l'intention des équipements automatisés, indiquant non seulement que l'appel a échoué, mais également la raison spécifique de l'échec (par exemple, numéro déconnecté, circuits occupés, erreur de numérotation, etc.). L'équipement peut alors faire un choix intelligent sur ce qu'il fera ensuite. Si les circuits étaient occupés, il est logique de rappeler ultérieurement. Par contre, si le numéro était déconnecté, le rappel est inutile. Les huit tonalités d'information spéciale sont définies ci-dessous et sont décrites avec des fichiers audio.
En guise d'alternative à la tonalité d'information spéciale et à l'annonce dans la bande, le système de signalisation no 7 (SS7) permet aux appelants d'entendre et de lire les avis de progression de l'appel dans leur propre langue.

## Caractéristiques de la tonalité selon la norme internationale
La tonalité d'information spéciale, telle que définie par l'Union internationale des télécommunications - Secteur de la normalisation des télécommunications (ITU-T), consiste en une séquence de trois segments de ton avec des fréquences de 950 ± 50 Hz, 1400 ± 50 Hz et 1800 ± 50 Hz, envoyés dans cet ordre,.
Chaque segment a une durée de 330 ± 70 ms avec un intervalle de silence allant jusqu’à 30 ms entre les segments. Le niveau de tonalité nominal est de -24 dBm0 (en) avec des limites de ± 1,5 dB mesurées avec une tonalité continue.
La différence de niveau entre deux segments quelconques doit être inférieure à 3 dB.
Ces exigences s'appliquent à l'endroit où les tonalités sont envoyées sur le réseau.

## Caractéristiques de la tonalité selon la norme nord-américaine
La tonalité d'information spéciale nord-américaine suit la norme internationale décrite ci-dessus, en utilisant des signaux à l'intérieur des limites de la norme internationale pour signaler la condition causant l'échec de l'appel. En utilisant de légères variations des fréquences et des durées de la tonalité, les commutateurs nord-américains transmettent la raison de l'échec de l'appel à la personne ou à l'équipement automatisé ayant lancé l'appel. La spécification internationale exige que la fréquence soit de ± 50 Hz d'une valeur nominale. Les commutateurs nord-américains transmettent une fréquence qui est de 35 Hz supérieure ou 35 Hz inférieure à la valeur nominale internationale. De même, les commutateurs modulent la durée de la tonalité dans les limites de la norme internationale qui est de 330 ± 70 ms en utilisant des durées de 50 ms supérieures et 50 ms inférieures à la norme nominale internationale. En utilisant ce stratagème, les commutateurs nord-américains pourraient encoder six bits d'information, représentant 64 combinaisons différentes. Actuellement, seuls quatre bits sont utilisés, codant huit conditions différentes. Huit autres combinaisons pourraient aussi être codées dans ces quatre bits.
Dans la spécification nord-américaine, les premier et second segments de la tonalité varient en fonction de la condition rencontrée, en utilisant une fréquence basse ou haute et une durée courte ou longue à l'intérieur des spécifications de la norme internationale. Le troisième segment de tonalité peut être de durée courte ou longue, mais est toujours de fréquence basse. Actuellement, le troisième segment de la tonalité est de durée longue et de fréquence basse. Cette affectation fixe du troisième segment fournit une référence ou un point d'étalonnage pour les appareils de détection,.

### Durées du segment
- Courte durée = 276 ms
- Longue durée = 380 ms

### Fréquences
| Premier segment  | Deuxième segment  | Troisième segment |
| ---------------- | ----------------- | ----------------- |
| (haute) 985.2 Hz | (haute) 1428.5 Hz | (low) 1776.7 Hz   |
| (basse) 913.8 Hz | (basse) 1370.6 Hz | (low) 1776.7 Hz   |

L'intervalle de temps entre les segments est compris entre 0 et 4 ms. Pour minimiser le nombre d’appelants abandonnant l'appel sans écouter l'annonce, l'intervalle entre le troisième segment de la tonalité et le début de l'annonce est aussi proche de zéro que possible, avec un maximum autorisé de 100 ms.

## Tonalités d'information spéciale en Amérique du Nord[2]
Notez que les enregistrements ci-dessous jouent chaque tonalité deux fois.
| Nom                    | Code  | Durée              | Fréquence       | Description                                                                 | Exemple |
| ---------------------- | ----- | ------------------ | --------------- | --------------------------------------------------------------------------- | ------- |
| Reorder – intraLATA    | RO'   | court, long, long  | bas, haut, bas  | Chiffres incomplets, défaillance du central de départ                       |         |
| Vacant Code            | VC    | long, court, long  | haut, bas, bas  | Codes N11, Vertical service code (en) ou Telephone prefix (en) non assignés |         |
| No Circuit – intraLATA | NC'   | long, long, long   | haut, haut, bas | Tous les circuits sont occupés au central de départ                         |         |
| Intercept              | IC    | court, court, long | bas, bas, bas   | Numéro changé ou déconnecté                                                 |         |
| Reorder – interLATA    | RO' ' | court, long, long  | haut, bas, bas  | Chiffres incomplets, défaillance du central d'arrivée                       |         |
| No Circuit – interLATA | NC' ' | long, long, long   | bas, bas, bas   | Tous les circuits sont occupés au central d'arrivée                         |         |
| Ineffective/Other      | IO    | long, court, long  | bas, haut, bas  | Mauvaise numérotation, dépôt de pièces requis ou autre défaillance          |         |
| Future Use             | –     | court, court, long | haut, haut, low | Réservé pour usage futur                                                    |         |